# Útvar (chronostratigrafie)
Útvar (mezinárodně system) je v historii Země jednotkou chronostratigrafie. V geochronologii mu odpovídá jednotka perioda, která obvykle představuje časové období několika desítek miliónů let, během nichž horniny útvaru vznikaly.

## Definice
Útvar je prostřední z celkem pěti chronostratigrafických jednotek. V geochronologii odpovídá toto období jednotce perioda. Termíny útvar a perioda se často používají v literatuře jako synonyma, ale není to zcela správné. Hranice útvaru jsou ohraničeny izochronními stratigrafickými polohami (vzniklými ve stejné době), definovanými biostratigrafickými znaky nebo jinými událostmi. Útvar je definován relativně a to hranicemi mezi dvěma po sobě následujícími jednotkami a také jejich pořadím v čase. Absolutní stáří hranic a absolutní časový úsek periody nejsou do definice zahrnuty, protože absolutní stáří hranic se může změnit při použití jiných nebo novějších metod určování. Definice hranic se stanovují v reálných podmínkách na určitém místě a v určitém bodě profilu (GSSP). Od hranice s ediakarou jsou však i hranice útvaru definovány absolutně, geochronologicky. Starší hranice útvaru je tedy shodná s hranicí příslušné geochronologické jednotky. Existují však snahy definovat i tyto hranice chronostratigraficky a určit GSSP. Absolutní stáří útvaru (respektive trvání periody) bývá podmíněno historicky a v proterozoiku se výrazně liší, od několika milionů let až po několik set milionů let.

### Rozdělení
V hierarchii chronostratigrafických jednotek je útvar podřízená jednotka eratému, to znamená, že v jednom eratému je sloučeno několik útvarů. V geochronologii jsou příslušné periody seskupeny do éry. Na druhé straně může být útvar sám rozdělen do několika oddělení a perioda do několika epoch.

### Pojmenování
Názvy jednotek chronostratigrafie nebo jejich ekvivalentů v geochronologii, které jsou nyní mezinárodně uznávané, byly ustanoveny v 19. století. Jejich pojmenování bylo provedeno podle historických krajin (kambrium), starých kmenů (silur), zvláštností horninové formace (křída), nerostného bohatství (karbon), trojice facií v Německu (trias). Útvary byly nejstaršími stratigrafickými jednotkami a vznikaly spontánně na základě aktuálních potřeb. Jejich názvy však nebyly po dlouhou dobu jednotné (například dyas versus perm). Některé starší útvary byly rozděleny do dvou útvarů, například starší silur do dnešního siluru a ordoviku a terciér do paleogénu a neogénu.